# Stephan Dominicus Dauven

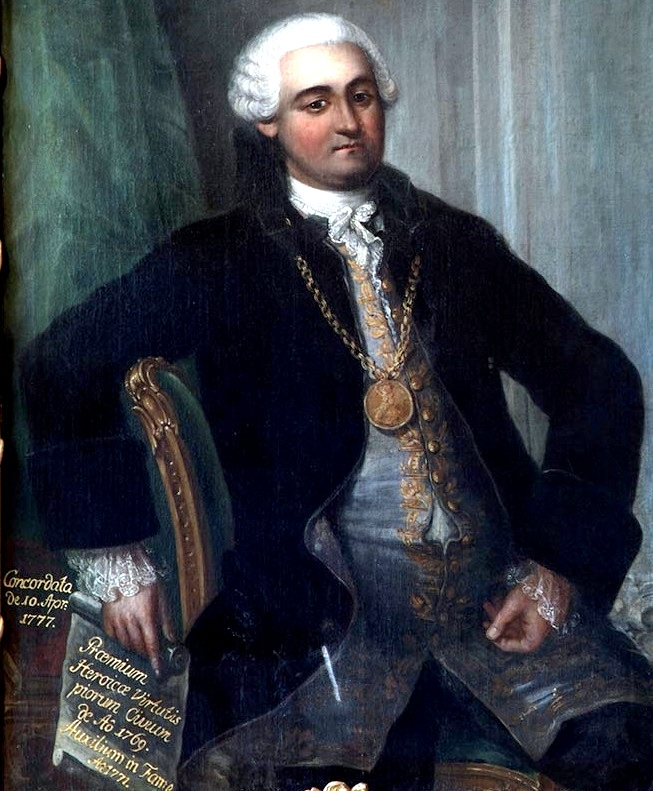
Ölgemälde eines unbekannten Malers aus dem 18. Jahrhundert im Aachener Rathaus

Stephan Dominicus Dauven (* 1732 in Aachen; † 15. November 1797 ebenda) war  ein deutscher Rechtsanwalt und Bürgermeister der Reichsstadt Aachen.

## Leben und Wirken
Stephan Dauvens Vorfahren, die sich anfangs „Douffen“ schrieben, stammten aus Burtscheid und zogen Ende des 17. Jahrhunderts nach Aachen. Er selbst war der Sohn von Leonard Dauven (* 1705) und der Johanna Katharina Eversberg († 1778) und absolvierte zunächst ein fünfjähriges Theologiestudium. Danach studierte er Rechtswissenschaften und promovierte in Trier zum Dr. jur. mit der Dissertation: „Instructio de solido ficto“. Anschließend ließ er sich in Aachen als Advokat nieder und wurde Mitglied in der Werkmeisterzunft, in der sich die Tuch- und Wollenweber zusammengeschlossen hatten. Er gehörte der sogenannten „Alten Partei“ an, die konservativ und traditionell ausgerichtet war, und saß für diese im Aachener Stadtrat.
In den Jahren 1774 bis 1776 vertrat Dauven im Auftrag des Aachener Magistrats die Stadt bei Verhandlungen am kaiserlichen Hof in Wien, bei denen es um einen bereits jahrelang andauernden Streit bezüglich der Gestaltung und Ausübung der Vogteirechte des Herzogtums Jülich gegenüber der Stadt ging, den er im April 1777 mit einem für alle Beteiligten zufriedenstellenden Vertrag abschließen konnte. Im Verlauf dieser Verhandlungen erwarb sich Dauven eine hohe Reputation bei seiner Partei, die dazu führte, dass er in den Jahren 1776/77, 1778/79, 1780/81, 1782/83, 1784/85 und 1786 jeweils zusammen mit dem Schöffenbürgermeister Johann Jakob von Wylre zum Bürger-Bürgermeister (Zunftbürgermeister) der Stadt Aachen gewählt wurde. Darüber hinaus wurde er ab 1778 zum Meier von Burtscheid ernannt.
Da Dauven und von Wylre sich in den Zwischenjahren ihrer Amtszeiten, in denen sie sogenannte „abgestandene“ (vormalige) Bürgermeister waren, mit Joseph Xaver von Richterich und Heinrich Josef Freiherr von Thimus-Zieverich, zwei weitere Bürgermeister aus den Reihen der „Alten Partei“, im Amt ablösten, sahen sich die Mitglieder der aufstrebenden „Neuen Partei“, die vor allem aus Kaufleuten und führenden Tuch- und Nadelfabrikaten bestand, massiv benachteiligt. Sie warfen Dauven Korruption und Misswirtschaft vor und legten unter Federführung von Martin de Lonneux und Philipp de Witte dem Stadtrat Anfang 1786 einen Beschwerdebrief vor, in dem beispielsweise die desolate Lage der Stadtfinanzen, der Mangel an zweckgebundenen Begründungen und Verbuchungen von Verkaufserlösen städtischen Eigentums, eine unsolide und nicht am Bedarf der Stadt orientierte Steuerpolitik, die Beeinflussungen und Beeinträchtigungen der jährlichen Wahlen, Postenabsprachen und Vetternwirtschaft für Günstlinge und vieles mehr, angeprangert wurden.
Mit den jetzt immer weiter eskalierenden Intrigen und Anfeindungen zwischen der Alten und Neuen Partei erreichte die Aachener Mäkelei ihren absoluten Höhepunkt. Diese Spaltung setzte sich bis in alle Zünfte fort, deren interne Wahlen im Mai 1786 bereits von Tumulten, Drohungen und Gewalttaten begleitet waren und im Verlauf derer die Anhänger der Neuen Partei die Stimmenmehrheit erzielten. Dauven, der abgestandene Bürgermeister und Kandidat für die in wenigen Wochen anstehenden Bürgermeisterwahlen, wollte den Verlust der Alten Partei nicht wahrhaben und das Ergebnis der Zunftwahlen nicht anerkennen, wurde aber durch ein Plebiszit zunächst zur Anerkennung gezwungen. In den nächsten Wochen bis zur Wahl der Bürgermeister und anderer wichtiger Ämter eskalierte der Streit und jede Partei versuchte ihre Anhänger durch massive Geldmanipulationen, Versprechungen, Gewaltandrohungen, tagelange Haft aber auch durch Bürgerfeste und ähnliches gefügig zu machen. Im Verlauf solcher Festveranstaltungen und dem ausufernden Genusses alkoholischer Getränke kam es dabei oftmals zu schweren Schlägereien zwischen den einzelnen Gruppierungen. Als schließlich Dauven bei der Bürgermeisterwahl am 24. Juni angeblich eine Mehrheit von 22 Stimmen erhielt, stürmten die Rebellen der Neuen Partei das Aachener Rathaus und warfen ihm Wahlbetrug vor. Dauven wurde zusammen mit den bisherigen Ratsherren von der Alten Partei aus dem Rathaus geworfen und aus der Stadt verbannt sowie zwei Tage nach seiner Wahl zur endgültigen Abdankung gezwungen. Er flüchtete mit dem Schöffenbürgermeister von Wylre nach Burtscheid, von wo aus sie die Beschlüsse des nun von der Neuen Partei gebildeten Stadtrats bekämpften. Einige Monate später wurde schließlich per kaiserlichem Dekret zu Gunsten der Alten Partei eingegriffen und Dauven sowie sein mitgewählter Schöffenbürgermeister von Wylre wurden aufgefordert, wieder das Amt des Bürgermeisters anzutreten. Dauven verzichtete jedoch in Anbetracht seiner angeschlagenen Gesundheit auf seine Ernennung und das Amt blieb bis zur regulären Neuwahl 1787 vakant. Lediglich das Amt des Meiers von Burtscheid nahm er weiterhin wahr und wurde zudem im Jahr 1787 von der Sakramentsbruderschaft von St. Foillan, deren Mitglieder sich aus dem Adel- und höheren Bürgerstande zusammensetzten, zu ihrem Greven gewählt.
Stephan Dominicus Dauven war verheiratet mit Anna Katharina Welter, mit der er sechs Kinder bekam, darunter den Sohn und späteren Landgerichtsrat und Kammerpräsidenten Franz Josef Dauven (1765–1852) sowie die Tochter Aloysia Johanna Dauven (1761–1820), die den späteren Bürgermeister Matthias Goswin Pelzer heiratete. Ein großes Ölgemälde von Stephan Dominicus Dauven befindet sich im Aachener Rathaus.